# VI конная когорта фракийцев
VI конная когорта фракийцев (лат. Cohors VI Thracum equitata) — вспомогательное подразделение армии Древнего Рима.
Зафиксировано пребывание когорты в Нижней Германии в эпоху правления императора Клавдия и в 80 году. Эта когорта впоследствии дислоцировалась в различных придунайских провинциях с 84 по 164 год: в Паннонии в 84 и 85 году; Верхней Мёзии в 100 году; Дакии в 110 году и Дакии Поролисской в 159 и 164 году. Вагнер идентифицирует данное подразделение и VI когорту фракийцев из Британии, но оно представляется маловероятным.